# Ayva tatlısı
Ayva tatlısı (turc de postres de codony) són unes postres tradicionals de la cuina turca fet a base de codony i sucre.
Es prepara coent en aigua els codonys pelats i trossejats en dos. S'utilitza un got de sucre comú per quilo de codonys. Per a un bon resultat també s'han de cuinar al forn. S'utilitza colorant natural o vi negre per donar-li el seu color vermell característic i clavell d'espècia per la seva aroma. Un cop cuinat, es serveix amb kaymak i nous per sobre.
Es fa ayva tatlısı a Turquia des dels temps clàssics de l'Imperi Otomà. No s'ha de confondre amb el codonyat fet a la turca.